# Нижневязерское сельское поселение
Нижневязерское се́льское поселе́ние — упразднённое муниципальное образование в Инсарском районе Мордовии Российской Федерации.
Административный центр — село Нижняя Вязера.

## История
Статус и границы сельского поселения установлены Законом Республики Мордовия от 28 декабря 2004 года № 119-З «Об установлении границ муниципальных образований Инсарского муниципального района, Инсарского муниципального района и наделении их статусом сельского поселения, городского поселения и муниципального района».
Упразднено в 2019 году с включением всех населённых пунктов в Сиалеевско-Пятинское сельское поселение (сельсовет).

## Население
| 2002 | 2010 | 2012 | 2013 | 2014 | 2015 | 2016 |
| ---- | ---- | ---- | ---- | ---- | ---- | ---- |
| 367  | ↘305 | ↘298 | ↘296 | ↘293 | ↗302 | ↗304 |
| 2017 | 2018 | 2019 |      |      |      |      |
| ↘283 | ↗288 | ↘267 |      |      |      |      |

## Состав сельского поселения
| № | Населённый пункт | Тип населённого пункта | Население |
| - | ---------------- | ---------------------- | --------- |
| 1 | Васина Поляна    | деревня                | ↘46       |
| 2 | Нижняя Вязера    | село                   | ↘259      |